# Колкорд (Оклахома)
Колкорд (англ. Colcord) — місто (англ. town) в США, в окрузі Делавер штату Оклахома. Населення — 728 осіб (2020).

## Географія
Колкорд розташований за координатами 36°15′53″ пн. ш. 94°41′31″ зх. д. / 36.26472° пн. ш. 94.69194° зх. д. (36.264722, -94.692023).  За даними Бюро перепису населення США в 2010 році місто мало площу 6,33 км², уся площа — суходіл.

## Демографія
Згідно з переписом 2010 року, у місті мешкало 815 осіб у 283 домогосподарствах у складі 206 родин. Густота населення становила 129 осіб/км².  Було 315 помешкань (50/км²).
Расовий склад населення:
| - 62,0 % — білих - 25,4 % — корінних американців - 0,2 % — чорних або афроамериканців |

До двох чи більше рас належало 11,9 %. Частка іспаномовних становила 2,7 % від усіх жителів.
За віковим діапазоном населення розподілялося таким чином: 29,7 % — особи молодші 18 років, 61,1 % — особи у віці 18—64 років, 9,2 % — особи у віці 65 років та старші. Медіана віку мешканця становила 34,3 року. На 100 осіб жіночої статі у місті припадало 98,8 чоловіків;  на 100 жінок у віці від 18 років та старших — 99,0 чоловіків також старших 18 років.
Середній дохід на одне домашнє господарство  становив 38 656 доларів США (медіана — 30 069), а середній дохід на одну сім'ю — 43 869 доларів (медіана — 38 333). Медіана доходів становила 26 685 доларів для чоловіків та 21 719 доларів для жінок. За межею бідності перебувало 38,5 % осіб, у тому числі 55,6 % дітей у віці до 18 років та 4,1 % осіб у віці 65 років та старших.
Цивільне працевлаштоване населення становило 370 осіб. Основні галузі зайнятості: виробництво — 26,5 %, освіта, охорона здоров'я та соціальна допомога — 22,7 %, роздрібна торгівля — 8,9 %, мистецтво, розваги та відпочинок — 8,4 %.